# Vuurwapengevaarlijk
Vuurwapengevaarlijk is een term, veelal gebruikt door de politie en media om aan te geven dat een persoon in het verleden een vuurwapen heeft gebruikt. Bij de politie wordt veelal code 4 gebruikt om aan te geven dat iemand vuurwapengevaarlijk is. Meestal zal er dan de waarschuwing aan burgers gegeven worden deze persoon niet zelf aan te houden, maar wordt hen aangeraden het alarmnummer te bellen en op de politie te wachten.